# Julia Rehwald
Julia Rehwald (Sacramento, 22 novembre 1995) è un'attrice statunitense.

## Biografia
Julia Rehwald è nata a Sacramento, California, in una famiglia di origini tedesche da parte di padre e filippine da parte di madre. Ha un fratello maggiore e una sorella minore. Dopo essersi diplomata si è trasferita a New York per studiare recitazione, lavorando saltuariamente come modella e comparendo in vari spot pubblicitari. Dal 2017 inizia la carriera attorale ottenendo, dopo alcuni ruoli minori, la parte di Kate Schmidt nella serie cinematografica di Fear Street. Il 27 giugno 2024 viene annunciato il suo ingresso nel cast dell'adattamento live action Netflix di One Piece nel ruolo di Tashigi a partire dalla seconda stagione.

## Filmografia

### Attrice

#### Cinema
- Where's Darren?, regia di Greyson Horst - cortometraggio (2017)
- Mukbang Masarap, regia di Raymond Eugenio - cortometraggio (2019)
- Fear Street Parte 1: 1994, regia di Leigh Janiak (2021)
- Fear Street Parte 2: 1978, regia di Leigh Janiak (2021)
- Fear Street Parte 3: 1666, regia di Leigh Janiak (2021)

#### Televisione
- One Piece - serie TV (2026)

### Doppiatrice
- Alethea - podcast, 10 episodi (2023)
- Star Wars: Young Jedi Adventures - serie animata, 4 episodi (2024-2025)
- Hit Singles - podcast, 3 episodi (2025)

## Doppiatrici italiane
Nelle versioni in italiano delle opere in cui ha recitato, Julia Rehwald è stata doppiata da:
- Livia Amatucci in Fear Street Parte 1: 1994, Fear Street Parte 2: 1978 e Fear Street Parte 3: 1666

Da doppiatrice è sostituita da:
- Giorgia Brunori in Star Wars: Young Jedi Adventures